# کولکه‌تاوکا
کولکه‌تاوکا (به اسپانیایی: Colquetauca) یک کوه در پرو است. کولکه‌تاوکا ۵٬۰۰۰ متر بالاتر از سطح دریا واقع شده است.